# Lasianthus hookeri
Lasianthus hookeri är en måreväxtart som beskrevs av Charles Baron Clarke och Joseph Dalton Hooker. Lasianthus hookeri ingår i släktet Lasianthus och familjen måreväxter.

## Underarter
Arten delas in i följande underarter:
- L. h. dunnianus
- L. h. hookeri